# Путешественник (фильм, 1991)
«Путешественник» (Homo Faber) — кинофильм. Экранизация романа Макса Фриша «Homo Фабер».

## Сюжет
1957 год. Пятидесятилетний инженер-швейцарец Вальтер Фабер знакомится во время деловой поездки с Гербертом Хенке. Они летят на одном и том же самолёте. Когда их самолёт совершает вынужденную посадку в мексиканской пустыне, выясняется, что Герберт — родной брат друга Вальтера — Иоахима, с которым он давным-давно оборвал контакты. Вальтер Фабер и Герберт проводят в пустыне несколько дней, вместе с другими пассажирами ожидая спасательных вертолётов. Наконец их подбирают. Фабер принимает решение поехать вместе с Гербертом, который держит путь в джунгли Гватемалы, на табачную плантацию своего брата. Прибыв в дом Иоахима, Фабер и Герберт обнаруживают там его бездыханный труп — Иоахим покончил жизнь самоубийством, повесившись на проволоке.
Вернувшись в свою квартиру в Нью-Йорке, Фабер порывает со своей любовницей Айви и неожиданно принимает решение плыть в Европу на корабле. Во время недельной поездки он встречается с очаровательной двадцатилетней девушкой Сабет Пайпер (Элизабет) и влюбляется в неё. Корабль прибывает в Париж. Фабер решает последовать за Сабет, которая едет к матери в Афины. Счастливые, влюблённые друг в друга Вальтер и Сабет путешествуют вместе по Франции, Италии, Греции, становятся любовниками. Но во время путешествия Вальтер понимает, что Сабет — его собственная дочь. Двадцать один год назад у него была возлюбленная, Ханна. Узнав о её беременности, он не был в восторге, так как собирался развивать карьеру. Вообще Фабер по натуре — техник, всякие проявления чувствительности он (до того, как влюбился в Сабет) воспринимал как нечто ненужное, лишнее для человека. Самое главное — это холодный разум. Однако он тогда всё же решил жениться на Ханне. Но в загсе уже сама Ханна отказала Вальтеру. Поводом послужило то, что он неосторожно произнёс «твой ребёнок» вместо «наш». Ханна заявила, что прервёт беременность. Вальтер покинул свою возлюбленную в полной уверенности, что его ребёнок мёртв. Перед отъездом Вальтер узнал, что Иоахим Хенке планирует жениться на Ханне, но его это уже не волновало. Вальтер с головой ушёл в работу, жил в Ираке, переселился в Нью-Йорк… И вот он понял, что Сабет — его дочь. Он становится холоден к Сабет, которая не понимает, почему его отношение к ней так переменилось.
На берегу моря, неподалёку от Афин, Сабет жалит змея. Девушка падает и ударяется головой о  камень. Испуганный Фабер везёт её в больницу в Афины. Действие змеиного яда устраняют при помощи сыворотки. Но Сабет умирает из-за травмы головы, из-за опасной для жизни гематомы, которая обычно легко устраняется хирургическим вмешательством. Со времени пребывания Сабет в больнице Вальтер живёт у Ханны. Ханна подтверждает прямо: Сабет — его дочь.
После смерти дочери Фабер прощается с Ханной и уезжает из Греции. В финальных кадрах зритель видит Вальтера Фабера, сидящего в аэропорту Афин и тоскующего по Сабет. Раньше он не признавал ничего, кроме техники, любовь к этой девочке пробудила в нём человеческие чувства.

## В ролях
- Сэм Шепард — Вальтер Фабер
- Жюли Дельпи — Сабет
- Барбара Зукова — Ханна
- Дитер Кирхлехнер — Герберт Хенке
- Трейси Линд — Шарлен
- Деборра-Ли Фёрнесс — Айви
- Август Цирнер — Иоахим
- Томас Хайнце — Курт